# Spielsdorf
Spielsdorf ist eine zur Gemeinde Callenberg im Landkreis Zwickau (Freistaat Sachsen) gehörige Siedlung. Die wiederbesiedelte Wüstung liegt anteilig in den Fluren der Callenberger Ortsteile Callenberg und Langenchursdorf.

## Geografie

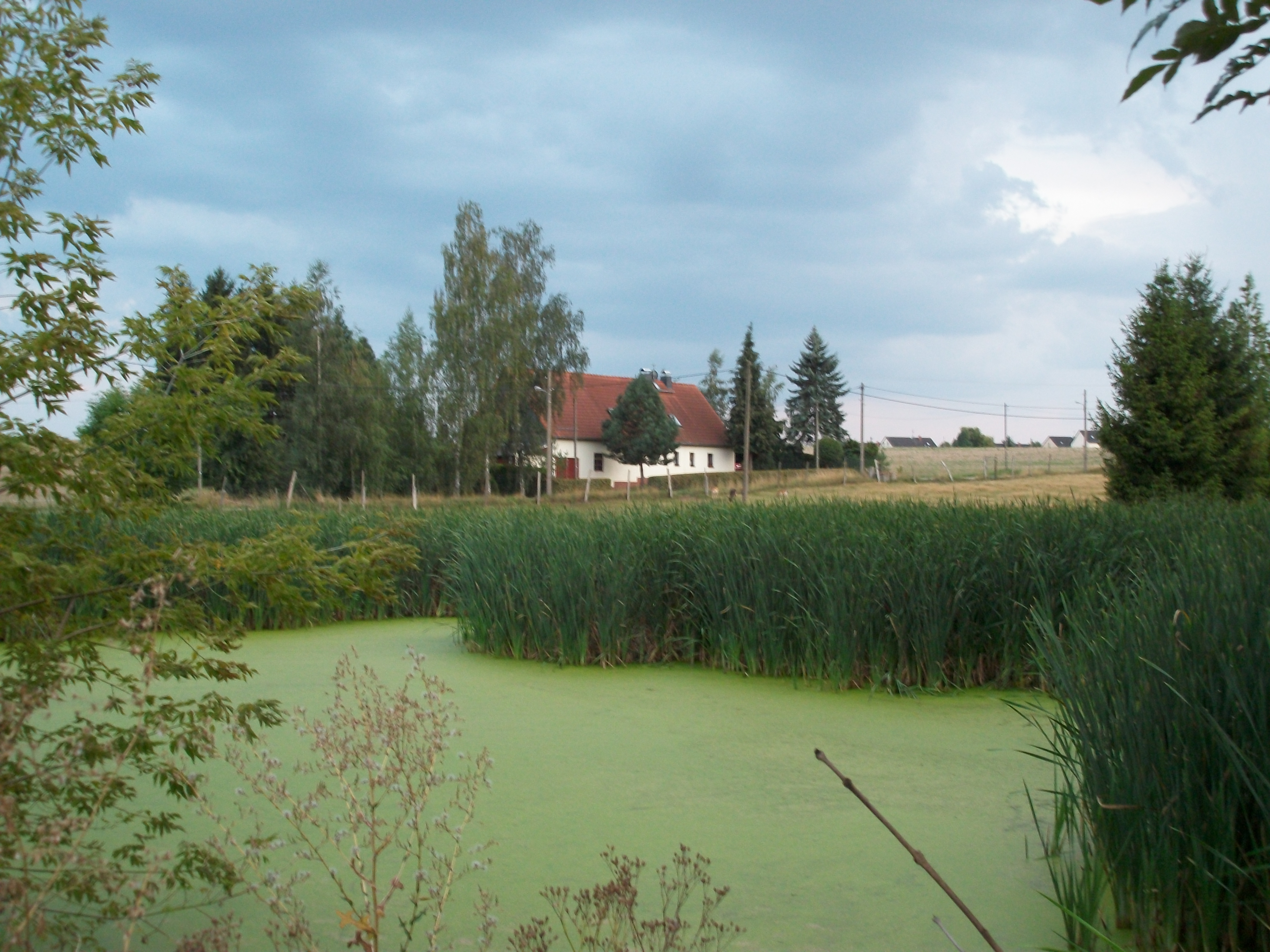
Spielsdorf mit Teich

### Geografische Lage und Verkehr
Spielsdorf liegt im Nordwesten der Gemeinde Callenberg am Erlbach, einem Zufluss der Zwickauer Mulde. Der durch den Spielsdorfer Grund fließende Erlbach ist nicht zu verwechseln mit dem durch den Callenberger Ortsteil Reichenbach fließenden Erlbach, welcher ebenfalls in die Zwickauer Mulde mündet. Die Siedlung Spielsdorf liegt nördlich des Hauptorts Callenberg zwischen den renaturierten Restlöchern der einstigen Nickeltagebaue Callenberg Nord II im Norden und Erzkörper 7 im Süden. Diese waren an die heute stillgelegte und abgebaute Strecke der Industriebahn der Nickelhütte St. Egidien angebunden, welche die Tagebaue mit der Nickelhütte St. Egidien verband. Westlich des Orts verläuft die Bundesstraße 180, die in südliche Richtung zur Bundesautobahn 4 mit der Anschlussstelle „Hohenstein-Ernstthal“ führt.
Der Anteil mit der bewohnten Siedlung befindet sich in Callenberger Flur. Der unbewohnte Teil im Spielsdorfer Grund gehört zu Langenchursdorf.

### Nachbarorte
| Altstadt Waldenburg mit Siedlung Naundorf |                                             | Langenchursdorf |
|                                           | Kompassrose, die auf Nachbargemeinden zeigt |                 |
|                                           | Callenberg                                  |                 |

## Geschichte

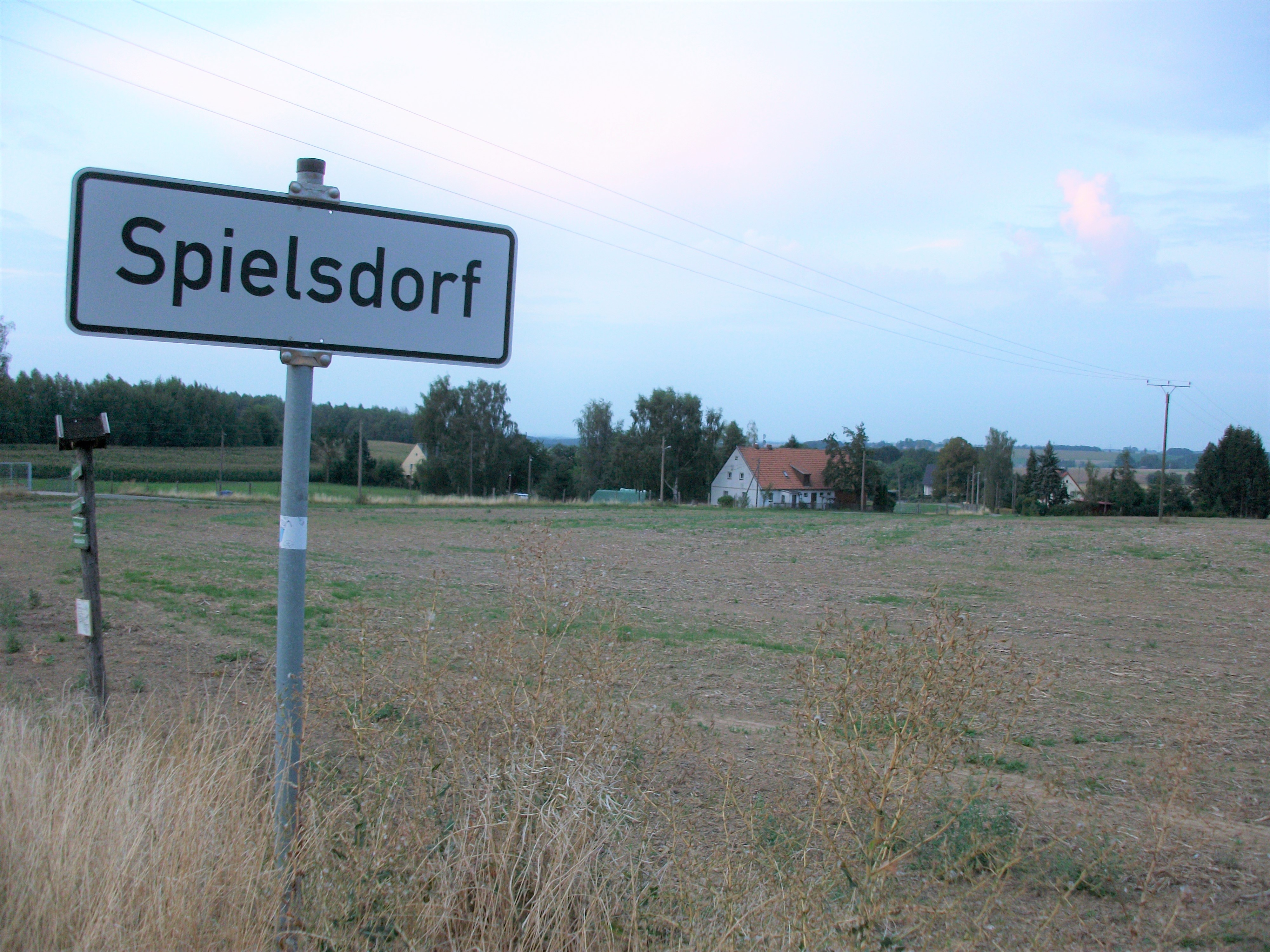
Spielsdorf mit Ortsschild

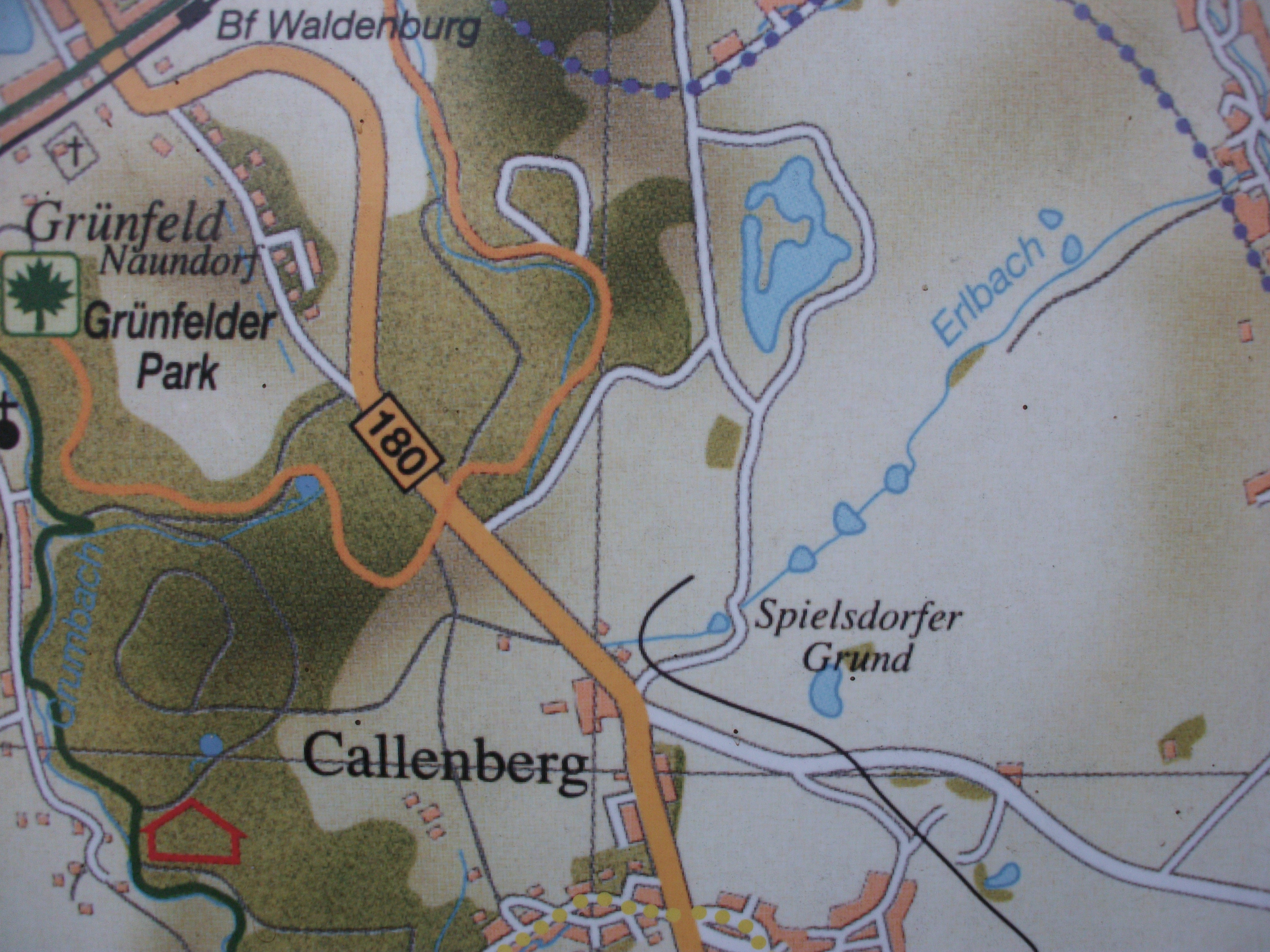
Kartenausschnitt mit Spielsdorf und der ehemaligen Trasse der Erzbahn

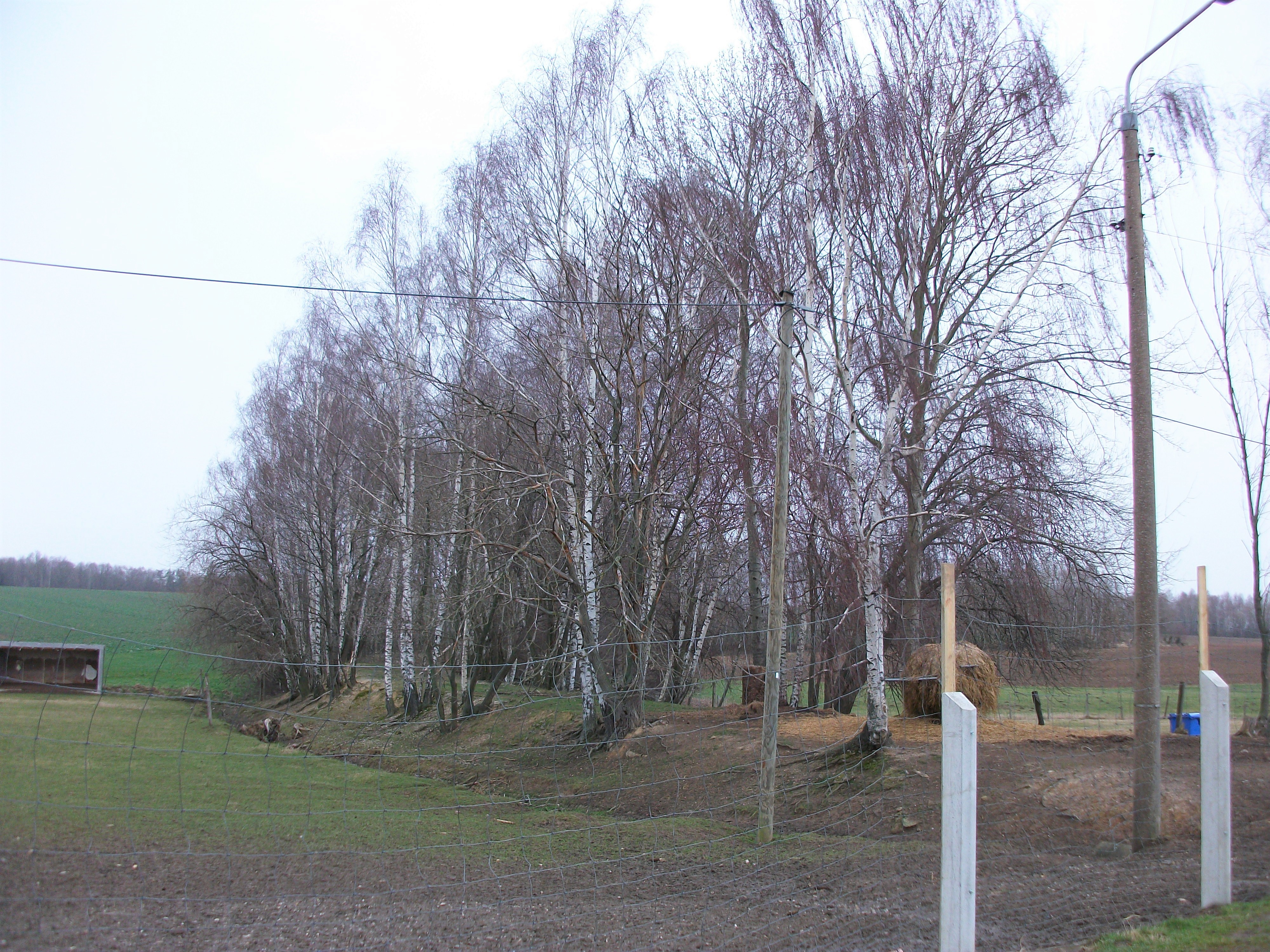
Ehemaliger Bahndamm der Erzbahn bei Spielsdorf (2020)

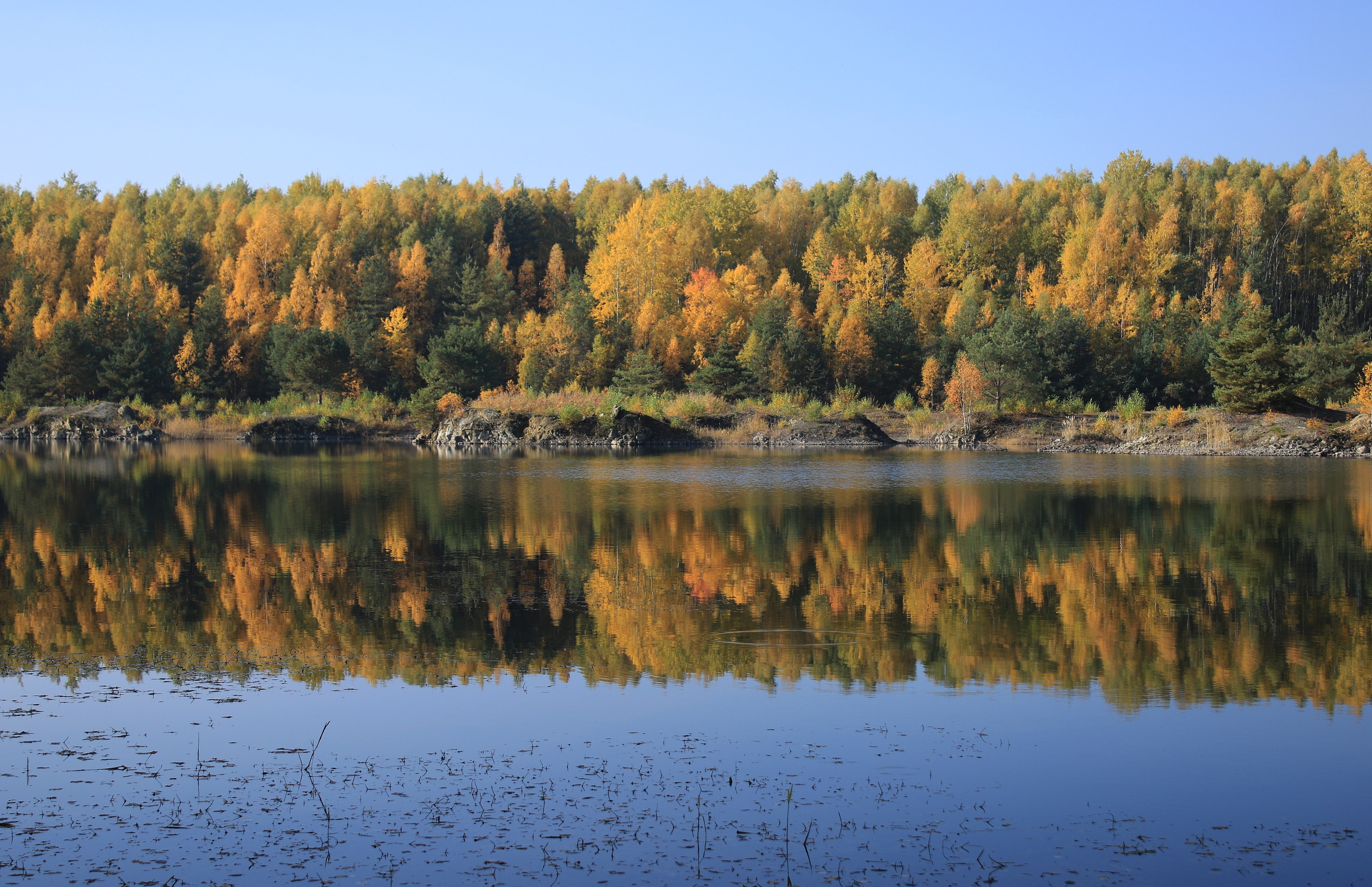
NSG der ehemaligen Nickelgrube Callenberg Nord II

Spielsdorf wurde im Jahr 1422 als „auf den Spyndorstorff, vnd den Langenbergk vnd Kunersdorff“ erwähnt. Die Siedlung in der Quellmulde und dem Oberlauf des Erlbachs wurde vermutlich im 13. Jahrhundert von sechs bis acht Bauernfamilien aus Richtung Waldenburg besiedelt. Der Siedlung im Spielsdorfer Grund war aufgrund von Pest, Missernten und kriegerischen Auseinandersetzungen kein langes Leben beschieden. Vermutlich war Spielsdorf zur Zeit der Hussiteneinfälle in den Schönburgischen Landen um 1429/30 bereits nicht mehr besiedelt. Die Ruinen der Wüstung verschwanden in der Folgezeit spurlos und die Felder wurden zwischen Langenchursdorf und dem Rittergut Callenberg aufgeteilt. Ein Bauer aus Langenchursdorf, der Felder in Spielsdorf bewirtschaftete, soll eines Tages in einer Wildschweinsuhle die Glocke der einstigen Spielsdorfer Kirche wiedergefunden haben. Anschließend soll sie noch jahrhundertelang in der Langenchursdorfer Kirche als Taufglocke ihre Dienste getan haben. Im Jahr 1720 wurden „die 3 Spielsdorffer Teiche“ erwähnt.
Erst am Ende des 19. Jahrhunderts siedelte sich wieder ein Bauer in Spielsdorf an. Seit 1880 gehörte die Spielsdorfer Flur als Teil der Gemeinden Callenberg und Langenchursdorf zur neu gegründeten sächsischen Amtshauptmannschaft Glauchau. Im Zuge der Bodenreform in der Sowjetischen Besatzungszone ab 1945 wurden die Herren von Schönburg-Waldenburg als Besitzer des Ritterguts Callenberg enteignet. Auf den zum Rittergut Callenberg gehörigen Flächen im Spielsdorfer Grund wurden daraufhin im Jahr 1946 mehrere
Neubauern angesiedelt.
Durch die zweite Kreisreform in der DDR kam Spielsdorf als Teil der Gemeinden Callenberg und Langenchursdorf im Jahr 1952 zum Kreis Hohenstein-Ernstthal im Bezirk Chemnitz (1953 in Bezirk Karl-Marx-Stadt umbenannt). In den 1970er und 1980er Jahren prägte der Nickelerzabbau den Spielsdorfer Grund. Südwestlich der Siedlung entstanden die Tagebaue Callenberg Nord I (1973–1988) und Erzkörper 7 (1984–1988), nördlich des Orts der Tagebau Callenberg Nord II (1978–1990). Durch Verlängerung der Industriebahn der Nickelhütte St. Egidien vom Grubenbahnhof in Obercallenberg aus wurden sie mit der Nickelhütte St. Egidien verbunden. Nach der Einstellung der Nickelförderung wurden die Restlöcher der Tagebaue Callenberg Nord II und Erzkörper 7 zu Naturschutzgebieten und der zwischen 1983 und 1994 als Deponie Callenberg genutzte Tagebau Callenberg Nord I anschließend saniert. Als Relikt der Erzbahn blieb in der Nähe der Ortslage Spielsdorf ein Teil des Bahndamms erhalten.
Als Teil der Gemeinden Reichenbach und Langenchursdorf kam der Spielsdorfer Grund im Jahr 1990 zum sächsischen Landkreis Hohenstein-Ernstthal, der 1994 im Landkreis Chemnitzer Land bzw. 2008 im Landkreis Zwickau aufging. Die zu Langenchursdorf gehörige Flur von Spielsdorf kam am 1. Januar 1994 zur Gemeinde Chursbachtal, welche am 1. Januar 1999 nach Callenberg eingemeindet wurde. Seitdem liegt die komplette Spielsdorfer Flur, aufgeteilt auf die Gemarkungen Callenberg und Langenchursdorf, komplett auf dem Gebiet der Gemeinde Callenberg.